# Cordia rupicola
Cordia rupicola е вид растение от семейство Грапаволистни (Boraginaceae). Видът е критично застрашен от изчезване.

## Разпространение
Разпространен е в Британски Вирджински острови.
Регионално е изчезнал в Пуерто Рико.